# ريناتو سانتوس
ريناتو سانتوس (5 أكتوبر 1991 بإيستاريجا في البرتغال - ) هو لاعب كرة قدم برتغالي في مركز الهجوم. لعب مع موريرينسي ونادي بوافيشتا ونادي تونديلا ونادي ريو أفي ونادي ديبورتيفو داس أيفيس.

## وصلات خارجية
- ريناتو سانتوس على موقع دوري كوريا الجنوبية (الإنجليزية)
- ريناتو سانتوس على موقع قاعدة بيانات كرة القدم.إي يو (الإنجليزية)
- ريناتو سانتوس على موقع Soccerway.com (الإنجليزية)
- ريناتو سانتوس على موقع AS.com (الإسبانية)